# Berggeist
Berggeist (lateinisch daemon subterraneus, „Unter-Tage-Dämon“; daneben auch daemon metallicus, „Bergwerksdämon“) ist der Oberbegriff für verschiedene Fabelwesen, die in Bergwerken oder im Gebirge zu finden sind. Bekannte Beispiele sind der Bergmönch, der Bergteufel und die koboldartigen Bergmännchen oder Trolle. Später wurde der Begriff in weiterem Sinn auch auf Wald- und Gebirgsgeister, wie Rübezahl (Riesengebirge), ausgedehnt. Weitere geläufige Bezeichnungen für Berggeister sind etwa Knappenmandl, Grubenmännlein oder Lötterl (Slowenien). Namen für einzelne Berggeister sind Nickel, Skarbnik (Schatzhüter, Oberschlesien), Gübich (Harz) und Gangerl (Gegend um Budweis).

## Vorläufer

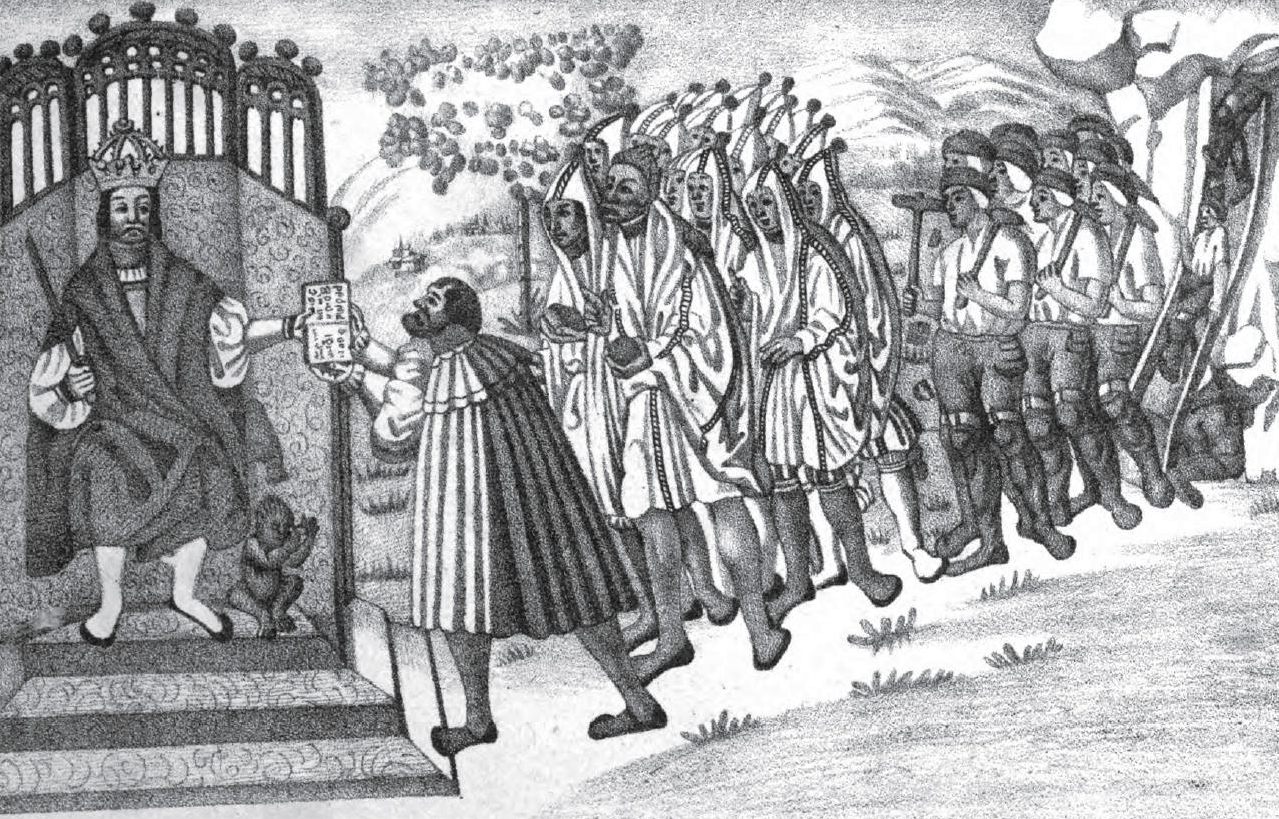
Ein nacktes Bergmännchen sitzt zu Füßen König Wenzels.

Der Begriff „Bergmännlein“ wird 1487 zum ersten Mal als Name einer Grube in Schneeberg erwähnt. Etwa zur selben Zeit findet sich auf einem Holzschnitt zum Judicium Jovis des Humanisten Paulus Niavis, der ältesten Dichtung zum erzgebirgischen Bergbau, eine Darstellung von drei nackten, kindlichen Wesen, ohne eindeutige Geschlechtsmerkmale, die als Schutzgeister des Bergbaus interpretiert werden. Wahrscheinlich lehnt sich diese Art der Darstellung an die antiken Penaten an, die über die Speisekammer und die Vorräte eines Haushaltes wachten. An anderer Stelle berichtet Niavis aber auch davon, dass die Bergleute in Schneeberg gefährliche Unter-Tage-Dämonen kannten, „die den Menschen Gewalt antun“. In einer Prager Miniatur von 1525, über die Verleihung des Münzrechts an die Bergleute von Kuttenberg durch Wenzel II., kauert zu Füßen des Königs ebenfalls eine kleine, nackte Figur, die den Bergleuten zur Begrüßung ein Grubenlicht entgegenstreckt.

## Die Systematik der Berggeister bei Agricola
In seinen montanwissenschaftlichen Schriften Bermannus (1530), De animantibus subterraneis (1549) und De re metallica (1556) versuchte Georgius Agricola unter anderem die ihm bekannten Überlieferungen der Bergleute mit den Ansichten mittelalterlicher Dämonologen, wie Michael Psellos und Johannes Trithemius, in Übereinstimmung zu bringen. Psellos z. B. unterteilte die Dämonen in sechs Klassen, von denen er die fünfte, die „Unterirdischen“, neben den „Lichthassern“, zu den bösartigsten und gefährlichsten rechnete, weil sie mit einem festen Körper ausgestattet seien. Dem setzte Agricola entgegen, dass es neben solchen bösartigen Berggeistern auch harmlose und gutmütige gäbe. Diese beiden Arten von Berggeist bezeichnete er (und das Glossar zu De animantibus) als:
- daemon subterraneus truculentus (lat.: finster, grob, wild): „bergteufel“
- daemon subterraneus mitis (lat.: mild, friedlich): „bergmennel“, „kobel“, und „guttel“

Im Gegensatz zu den Theologen seiner Zeit rechnete er diese Geister auch zu den Lebewesen und nicht zu den rein geistigen Wesen.
Als Beispiele für einen „Bergteufel“ erwähnt Agricola hier zum ersten Mal einen Geist mit wilden Augen und langgestrecktem Hals (wie ein Pferd), der in Annaberg zwölf Arbeiter durch seinen giftigen Atemhauch getötet haben soll, woraufhin das Bergwerk, trotz seiner hohen Silbergehalte, aufgegeben wurde. In den frühen Übertragungen ins Deutsche ist aber direkt von einem „Pferd“ mit langem Hals und wilden Augen die Rede, und in dieser Gestalt ist dieser (namenlose) Geist auch in die Sage eingegangen.
Ein weiteres Beispiel ist ein Geist in einer schwarzen Kutte, der in der Grube St. Georg auf dem Schneeberg einen Arbeiter hochgehoben und in eine silberreiche Höhle versetzt haben soll, „nicht ohne ihn übel zuzurichten“. In neueren Übertragungen ist allerdings nur von aufgehobenem Handwerkszeug die Rede, das der Geist, „nicht ohne körperliche Anstrengung“ in eine höher gelegene Strecke hinaufschaffte. Auch wenn Agricola ihn nicht so nennt, handelt es sich bei diesem Geist offenbar um den boshaften Bergmönch, der später besonders im Harz, im Erzgebirge, in Sachsen und Siebenbürgen Eingang in die Bergmannssagen fand.
Diesen gefährlichen, bösartigen Einzelgängern stellt Agricola die geselligen „Bergmännchen“ entgegen. Diese zeigen bei ihm das charakteristische Verhalten von Kobolden: Sie kichern fröhlich und machen sich durch Geräusche (Klopfen etc.) oder Steinwürfe bemerkbar, laufen hierhin und dorthin und imitieren arbeitende Menschen. Meist sind sie unsichtbar. Ansonsten erscheinen sie in Gestalt von drei Spannen großen Greisen, die die typische Arbeitskleidung der Bergleute mit Kapuzenkittel und Arschleder tragen. Dieses Aussehen wurde von nun an kanonisch für Zwerge. Auch wenn sie die Bergleute manchmal necken, so schaden sie ihnen nur selten (nur nachdem sie durch Gelächter oder Schimpfworte beleidigt worden sind). Die Bergleute haben nichts gegen die Anwesenheit der Bergmännchen. Im Gegenteil gelten sie als gutes Vorzeichen für reiche Funde (daher die Bezeichnung Guttel). Agricola selbst vergleicht sie mit den oberirdischen Hausgeistern, die den Menschen im Haushalt oder beim Viehfüttern helfen (ähnlich wie Wichtel oder Heinzelmännchen), sowie mit den skandinavischen Trollen, allerdings auch letztere in einer harmlosen, „domestizierten“ Form.

## Bergteufel in der Theologie vs. Gnome in der Naturphilosophie
Diese klare Einteilung in freundliche und feindliche Berggeister, die vermutlich an die dualistische Trennung von Engeln und Teufeln angelehnt ist, wurde aber bereits von Agricolas Zeitgenossen teilweise wieder verwischt. Schon von den Übersetzern seines Bermannus wurden auch die menschenfeindlichen Berggeister wieder als „Bergmännel“ bezeichnet. Nur Sebastian Münster behielt in seiner Cosmographia die strikte Trennung zwischen „klein teüfelin“ und „bergmenlin“ weiter bei.

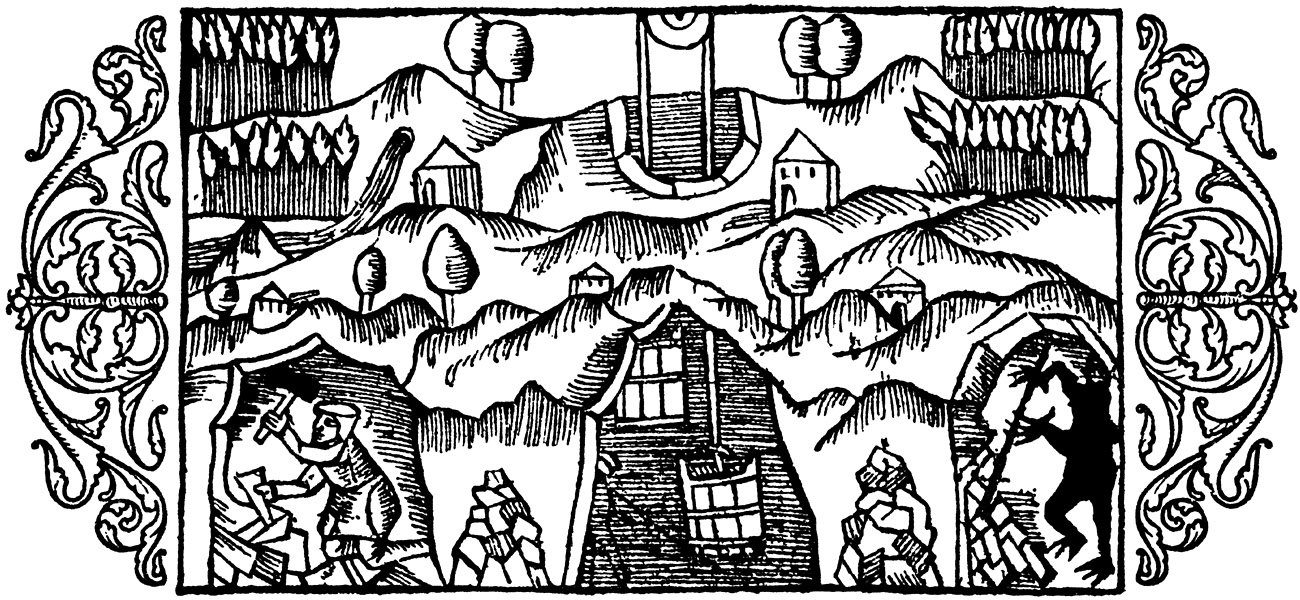
Ein schwarzer Bergteufel (bzw. Felsentroll), rechts unten, arbeitet mit einem Strahlstock in einem norwegischen Bergwerk. Olaus Magnus: Historia de gentibus septentrionalibus, Buch 6, Kap. 10, 1555.

In dem religiös aufgeheizten Klima von Reformation und Gegenreformation ging die Diabolisierung des Berggeistes stetig voran: Martin Luther schreibt besonders das Unwesen des Bergmönches dem direkten Wirken Satans zu, der auch die Bergleute durch Lug und Trug ins Verderben zu stürzen versucht. Der Reformator und Prediger Johannes Mathesius kennt zwar noch die Begriffe „Cobelt“ und „Gütlein“, aber ihre menschenfreundliche Wesensart scheint vergessen. Allesamt sind bloße Gespenster. Der „Bergteufel“ ist umgeben von zahlreichen „Bergteufelein“, und so wie diese haben auch die „Bergmennel“ nichts anderes im Sinn, als den Bergmann zu erschrecken und in den Tod zu stürzen. Auch im Werk des Katholiken Olaus Magnus wird der Berggeist durchgängig in der damaligen Ikonographie des Teufels dargestellt (selbst wenn er bei der Arbeit „mithilft“): mit großen Ohren, oder Hörnern, schnabelartigen Schnauzen, Krallenhänden und Raubvogelfüßen.
Neue Impulse, aber auch Verwirrung, stiftete Paracelsus, indem er die Berggeister in den Rahmen der Vier-Elemente-Lehre einordnete und zu Elementargeistern erklärte. Er bezeichnete die Berggeister als „Pygmäen“ (die aber, bis auf ihre kleine Statur, fast nichts mit den Pygmäen der antiken Tradition zu tun haben), oder, mit einem griechischen Fremdwort unklarer Bedeutung, als Gnome. Anders als Agricola schreibt Paracelsus den Erdgeistern keineswegs einen festen Körper zu, sondern hält sie, im Gegenteil, für äußerst subtil und nahezu körperlos, da sie sich durch das dichteste aller Elemente, Erde, bewegen können. Ähnlich wie die Salamander bestünden sie aus einer feurigen Lichtsubstanz. Da sie sich aber auch mühelos durch weniger dichte Elemente bewegen können, treten sie wie die Undinen zuweilen auch mit Menschen in Kontakt. Dann erscheinen sie in Gestalt von Irrlichtern, Gespenstern oder traditionell als hilfreiche, kleine Männchen. So wie die anderen Elementargeister haben die Gnome keine Seele. Diese können sie nur durch die Heirat mit einem Menschen erlangen. Die eventuellen Nachkommen von Gnomen und Menschen sind Zwerge.

## Berggeister in der Sage
Im weiteren kehrten solche Vorstellungen aus den Schriften humanistischer Renaissance-Gelehrter wieder in die volkstümlichen Erzählungen zurück. Dort wurden die einzelnen Elemente in vielfältigster Weise neu miteinander kombiniert und gelangten von dort aus in die Sagensammlungen des 18. und 19. Jahrhunderts.

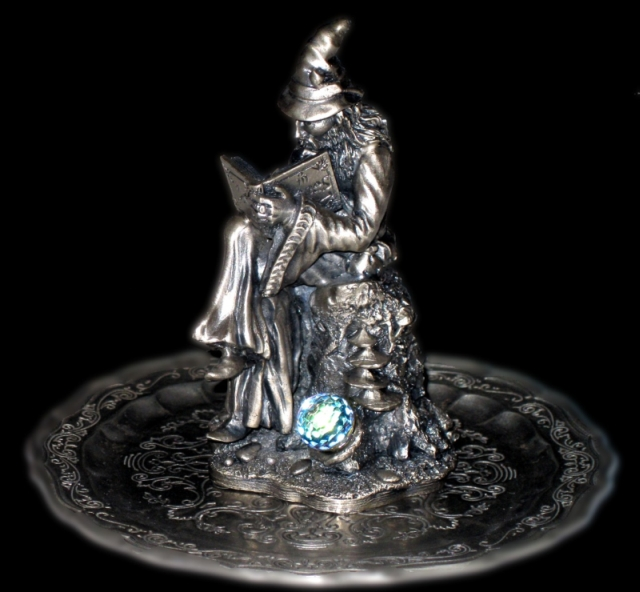
Duch Gór, ein Berggeist

Der einzelgängerische Berggeist nimmt dabei immer mehr Züge der geselligen Bergmännchen an. Wie diese erscheint er nun oft in der Gestalt eines alten Männleins in Bergmannskleidung. Ebenso kann er die Bergleute zu neuen Fundstätten führen und hilft ihnen gelegentlich höchstpersönlich beim Abbau der Erze. Manchmal bringen die Bergleute ihm Opfer (tägliche Speisen und Geleucht, ein rotes Röcklein im Jahr). Bei Nichterfüllung versiegt das Erz, oder der Säumige wird vom Berggeist getötet. Generell belohnt der Berggeist Fleiß und Ehrlichkeit, bestraft aber Habgier und Wortbruch. Wie die Gnomen des Paracelsus kann er durch das Gestein gehen, erscheint oft auch über Tage, bei den Schächten, im Gebirge und im Wald (wo noch unbekannte reiche Erzadern zu finden sind). Meist wird der Berggeist als männlich angesehen, manchmal aber auch als weiblich, als schöne Fee oder Weiße Frau, die sich zuweilen in einen Bergmann verliebt. Selten handelt es sich beim Berggeist um einen Wilden Mann (Gründungssage von Wildermann im Harz), oder um einen Wassermann (in einem See bei Erzberg).
Auch die koboldartigen Bergmännchen erscheinen immer mehr wie feenartige Wesen: ihre Kleidung ist (für Bergleute) entweder auffällig „farblos“ (weiß, grau, silber), oder auffällig bunt (rot, grün). Ihre Feste und Tänze führen sie nicht nur in unterirdischen Höhlen und Palästen durch, sondern auch auf Wiesen im Mondlicht. Gelegentlich (z. B. in Banská Štiavnica) erscheinen die Berggeister sogar in Gestalt barfüßig tanzender Mädchen. In Erzählungen über einen Krieg zwischen verschiedenen Zwergenvölkern schimmert aber zuweilen noch der Dualismus zwischen „Bergteufelein“ und „Bergmännlein“ durch. Daneben erscheinen die Berggeister auch als kleine Tiere, z.B, als Ratten (die aus Gebirgsspalten herauslaufen), oder als schwarze Vögel, Fliegen und Hornissen etc.

### Der Bergmönch
Besonders der Bergmönch wurde zu einer ausgesprochen widersprüchlichen Figur: anstatt in der Gestalt eines Mönches erscheint er auch als Riese mit Kapuze (mit sprühenden Augen, groß wie Kutschenräder), in der Gestalt eines Steigers oder Bergmeisters (mit einem silbernen Grubenlicht) oder noch häufiger als Geschworener. Tatsächlich wird er in manchen Sagen für das Gespenst eines toten Bergmeisters gehalten, der sich nicht von seiner geliebten Arbeit trennen konnte, und nun für immer in den Stollen und Gruben umgehen muss. Noch immer ist er gefährlich, wie ein Bergteufel, und tötet mit seinem Gifthauch die Bergleute, die sich über ihn beschweren. Er lässt Stollen einstürzen oder verursacht Wassereinbrüche und Schlagwetter. Andererseits handelt es sich bei den Bergleuten, die er in die Schächte oder Räderwerke wirft, meist um ungerechte Aufseher oder habgierige Lügner. Arme Bergleute beschenkt er hingegen mit reichem Erz und Geld. Verschütteten bringt er Nahrung und erneuert den Unschlitt auf ihren Lampen. Für die Mithilfe bei der Arbeit verlangt er die Hälfte am Lohn. Wenn der Bergmann tatsächlich ehrlich mit ihm teilen will, dann schenkt er ihm auch noch die andere Hälfte.

### Der Schatzhüter
Eine wichtige Funktion des Berggeistes ist die des Schatzhüters. In unterirdischen Höhlen und Palästen bewacht er unermessliche Schätze an Edelmetallen und Edelsteinen. Oft handelt es sich bei diesen Wächtern um dämonische Wesen, wie schwarze Hunde, Schlangen, Basilisken, Drachen, oder die Gespenster frevelhafter und verdammter Bergleute. Manchmal handelt es sich beim Schatzhüter um einen Scharfrichter, mit rotem Mantel und bloßem Schwert, der aber nur die Feiglinge tötet, die vor ihm zurückweichen, die Mutigen jedoch passieren lässt. Selbst der leibhaftige Teufel fungiert zuweilen als Schatzhüter. Der oberschlesische Skarbnik hat viele Ähnlichkeiten sowohl mit dem Bergmönch als auch mit Rübezahl, benimmt sich aber tendenziell noch bösartiger. Er tritt meist in Gestalt eines Bergmannes auf, hat aber pechschwarze oder rotglühende Augen. Allein durch seinen Blick kann er einen Eindringling unheilbar krank machen. Während die Bergleute im Allgemeinen auf das Wohlwollen der Schatzhüter angewiesen sind, wenn sie reiche Funde machen wollen, besitzen die Walen in den Sagen oft auch Macht über die Schatzhüter.
Gelegentlich ist es aber auch die „Herrin des Berges“, die über die anderen Berggeister herrscht, die Schätze hütet und nach Gutdünken zuweisen kann (z. B. an ihren Geliebten), oder wieder verschwinden lässt.

## Weitere Rezeption
- Sowohl das Metall Nickel, als auch das Mineral Nickelin wurden nach dem Berggeist Nickel benannt, der vermeintliche Kupfererze verhexte, so dass aus ihnen kein Kupfer mehr zu gewinnen war. In ähnlicher Weise galten Kobolde als „Silberräuber“, da die nach ihnen benannten Kobalterze mit Silbererzen verwechselt wurden. Siehe auch Wolfram
- Ein Ortsteil der Gemeinde Murnau am Staffelsee ist nach dem Berggeist benannt, der Berggeistweiher ebenso die Grube Berggeist bei Brühl im Rheinland.
- Die Oper Der Berggeist von Georg Anton Bredelin ist heute nicht mehr erhalten.
- Ebenso trägt die romantische Oper von Louis Spohr (1824) den Namen Der Berggeist.
- Das Gemälde Der Berggeist von Josef Madlener stellt einen alten Mann mit langem weißen Bart dar, der einen breitkrempigen grünen Hut trägt, sowie einen weiten roten Kapuzenmantel, der in einem bewaldeten Gebirgstal auf einem Steinblock sitzt, während ihm ein Reh aus der Hand frisst. J.R.R. Tolkien besaß eine Postkarte mit einer Reproduktion dieses Gemäldes, das ihn, nach eigener Aussage, zur Figur des Gandalf inspirierte.
- Das Motiv des Zwergenkrieges zwischen verschiedenen Völkern von Erdmännchen findet sich in Tilde Michels’ Kinderbuch Kleiner König Kalle Wirsch, das besonders durch die Fernsehproduktion der Augsburger Puppenkiste bekannt wurde.
- Auch in der zeitgenössischen Literatur wird das Fabelwesen adaptiert: So ist der Stollentroll in Walter Moers’ Roman Die 13½ Leben des Käpt’n Blaubär vom Charakter her dem Bergmönch ähnlich.
- In Leoben bestand eine Studentenverbindung „Berggeist Leoben“ mit den Farben grün-weiß-schwarz.[2]
- Spätestens ab 1950 produzierte die Sprituosenfirma Hackel & Fischer[3] den Weinbrand „Berggeist“ in Lohfelden. Das Gebäude der Firma existiert bis heute.